# Tumeur cardiaque
Les tumeurs cardiaques sont des maladies rares. Elles peuvent être bénignes ou malignes.

## Épidémiologie
C'est une atteinte rare si elle est primitive (moins d'un cas sur 10 000).

## Présentation
Ses signes dépendent plus de la taille de la tumeur et de sa localisation que de son type.
La tumeur peut être totalement asymptomatique et se révéler lors d'un examen systématique fait pour une tout autre raison (scanner, échocardiographie...).
Elle peut former un obstacle au passage du sang, causant ainsi un essoufflement, une insuffisance cardiaque, un malaise, voire une syncope. 

Elle peut se révéler également par une complication, la plus fréquente étant d'ordre embolique : un morceau de la tumeur se détache et suit le sens de la circulation sanguine jusqu'à ce qu'elle obstrue une artère, provoquant un défaut d'oxygénation de l'organe en aval.
L'examen clinique ne montre, en règle, rien de particulier, sauf s'il existe une perturbation du fonctionnement d'une valve, pouvant se manifester par un souffle cardiaque. De même, l'électrocardiogramme est sans particularité.

## Diagnostic
L'échocardiographie est l'examen de première intention, permettant d'en apprécier la position, la taille, le caractère pédiculé ou non (attachée à une paroi par un pédicule), le retentissement sur le flux sanguin. Cet examen peut être complété par une échographie transœsophagienne qui permet de mieux voir les tumeurs situées dans les oreillettes.
Le scanner et l'IRM cardiaque permettent également de compléter le diagnostic.

## Diagnostic différentiel
Un gros thrombus (caillot de sang) peut prendre l'aspect d'une tumeur cardiaque. Il peut être libre, flottant dans l'une des cavités, ou attaché à l'une des parois. En cas de doute, la régression partielle ou totale sous traitement anticoagulant de plusieurs semaines est un argument fort en faveur d'un thrombus.
Une grosse végétation, dans le cadre d'une endocardite infectieuse, est plus rarement confondue avec une tumeur. La végétation est typiquement attachée à une valve cardiaque, elle est très mobile et retrouvée dans un contexte infectieux.

## Les principaux types

### Tumeurs bénignes
Il s'agit de la forme la plus fréquente des tumeurs primitives cardiaques.

#### Myxome
C'est la plus fréquente des tumeurs cardiaques bénignes, situées essentiellement dans l'une des oreillettes.

#### Fibro-élastome
Il dépend d'une valve cardiaque et se présente comme une formation arrondie et homogène, appendue par un pédicule à cette dernière, avec un bord un peu « vibratile » et représente environ un cinquième des tumeurs cardiaques extirpées. Il est possible que sa prévalence soit plus importante, voire supérieure à celle du myxome, l'anomalie étant souvent retrouvée lors d'une échographie systématique et étant suffisamment caractéristique pour ne pas nécessiter toujours d'intervention. Il est le plus souvent de petite taille. Très souvent asymptomatique, le risque embolique semble être majoré s'il est de grande taille ou s'il est mobile.

#### Autres
Elles représentent moins de 10 % des tumeurs primitives cardiaques : fibrome, lipome, etc.

Les fibromes et les rhabdomyomes sont plus fréquents chez l'enfant. Certaines formes peuvent régresser spontanément.

### Tumeurs malignes
Elles sont divisées classiquement en tumeurs primitives et secondaires (métastase). À part est l'envahissement cardiaque (par contiguïté) d'une tumeur extra-cardiaque.

#### Tumeurs primitives
Elles sont rares. Il s'agit alors essentiellement de sarcomes et, beaucoup plus rarement, des lymphomes et des mésothéliomes. Le pronostic est mauvais, surtout s'il s'agît de sarcomes ou de mésothéliomes.

#### Métastases
Les métastases cardiaques d'un autre cancer sont nettement plus fréquentes que les tumeurs primitives. Elles peuvent être présentes dans près de 10 % des cancers. Le cancer primitif en cause est le plus souvent pulmonaire, hématologique ou du sein. Le site de la métastase concerne dans 2/3 des cas le péricarde se manifestant par un épanchement péricardique asymptomatique ou pouvant devenir compressif. Viennent ensuite les atteintes de l'épicarde et du myocarde, les formes endocardiques étant rares.

## Principes de traitement
Il repose sur l'exérèse chirurgicale de la tumeur, imposant une circulation extra-corporelle en raison de la nécessité d'ouverture de l'une des cavités cardiaques. Cette exérèse permet également l'analyse de la pièce opératoire pour en confirmer le genre (tumeur maligne ou bénigne).